# Paulus van der Heim
Paulus van der Heim, né le 8 février 1753 à Bruxelles et mort le 8 avril 1823 à La Haye, est une personnalité politique néerlandaise. Pendant le royaume de Hollande, il est ministre. 

## Biographie
Paulus est le fils du maire de Rotterdam Jacob van der Heim (1727-1799). 
En 1761 il fait un Grand Tour de France pour se former. De 1768 à 1772, il étudie le droit romain et contemporain à l'université de Leyde et écrit une thèse De officio praesides (fr: sur la fonction du Stathouder). 
Il débute en 1772 sous son père à l'Amiralité de Rotterdam. De 1795 à 1805, Paulus est sans fonction publique. 
En 1806, du temps du royaume de Hollande, il devient ministre des Indes et du Commerce sous Louis Bonaparte. De 1807 à 1811, il est ministre de la Marine et, de 1808 à 1811, ministre des Colonies. Du 20 juin au 15 juillet 1810, il est également ministre intérimaire des Affaires étrangères. Au moment de l'annexation de la Hollande par Napoléon Ier , le 1er janvier 1811, il devient préfet maritime de Hollande (Amsterdam) du 1er août 1811 au 10 janvier 1812.
Après l'époque française, il est membre des États généraux des Pays-Bas (1814-1815).

## Vie privée
Deux fois veuf de femmes mortes très jeunes, il se marie en troisième noces en 1796 avec Maria van der Hoeven, dame de compagnie de la reine Hortense de Beauharnais. Le couple aura onze enfants. 